# Operación Golpe de Espada
La Operación Golpe de Espada (en inglés: Operation Strike of the Sword) u Operación Khanjar es una maniobra ofensiva de la OTAN, liderada por los Estados Unidos y llevada a cabo en la provincia de Helmand, al sur de Afganistán. Un aproximado de 4000 soldados del Cuerpo de Marines de los Estados Unidos de la 2.ª Brigada Expedicionaria de Marines al igual que 650 elementos del Ejército Nacional Afgano están involucrados, todos con el apoyo de aeronaves de la OTAN. La operación inició con unidades moviéndose por el valle del río Helmand durante las primeras horas del 2 de julio de 2009. 
Esta es la mayor operación ofensiva desde la segunda batalla de Faluya; Operación Furia Fantasma del 2004. Igualmente es la mayor operación ofensiva aerotransportada desde la guerra de Vietnam.
Los marines están avanzando principalmente por tres pueblos, en una franja de 75 millas del valle del río Helmand, al sur de Laškar Gāh. Al menos dos batallones de infantería y uno de Reconocimiento Blindado Ligero se encuentran liderando la operación. 
En el norte, el 2.º Batallón, 8.º Regimiento (2/8) avanza por el distrito de Garmsir. En el centro de la provincia de Helmand, el 1.er Batallón, 5.º Regimiento (1/5) avanza por el distrito de Nawa-I-Barakzayi o Nawa. En el sur, el 2.º Batallón de Reconocimiento Blindado Ligero ha entrado en el distrito de Khanashin.

## Trasfondo

### Fortaleza Talibán
Desde el 2001, la provincia de Helmand es considerada una fortaleza talibán y ha sido una de las provincias más peligrosas y con mayor producción de opio en todo Afganistán, siendo este el principal aporte de ingresos para la insurgencia. Asimismo el extenso territorio hace difícil controlar la provincia, mientras que cientos de voluntarios del mundo musulmán y afganos locales continúan uniéndose a la insurgencia. Hay una creciente preocupación entre los oficiales de inteligencia del ejército estadounidense que aseguran que gran parte de la violencia que ocurre en Helmand está relacionada con insurgentes y armamento proveniente de la región Beluchistán de Pakistán.

## Incremento de tropas
Para ayudar a controlar la creciente violencia insurgente el presidente Barack Obama, el 18 de febrero de 2009, aprobó un incremento en el número de fuerzas estadounidenses en Afganistán. Así, a inicios de junio, más de 10, 000 marines arribaron al sur de Afganistán para integrarse en la primera oleada de 21, 000 elementos de tropa.

## Presión política
Asimismo, las elecciones presidenciales en Afganistán, celebradas el 20 de agosto de 2009, comenzaron a ser enérgicamente cuestionadas. Los críticos, cuestionaban cuan significativas podrían ser las elecciones siendo que militantes talibanes controlaban gran parte del sur del país.

## Actividad
- 11 de julio de 2009. Las tropas británicas han acumulado 8 soldados muertos en lo que va de la operación.[8]
- 13 de julio de 2009. Las bajas del ejército británico ascienden a 15 en 10 días de combates, desatando una polémica en el Reino Unido sobre esta situación.[3]
- 14 de julio de 2009. Un helicóptero civil utilizado en la ofensiva al sur del país, se estrelló en el distrito de Sangin, aunque fuerzas talibanes se adjudican el derribo. 6 tripulantes murieron.[9]

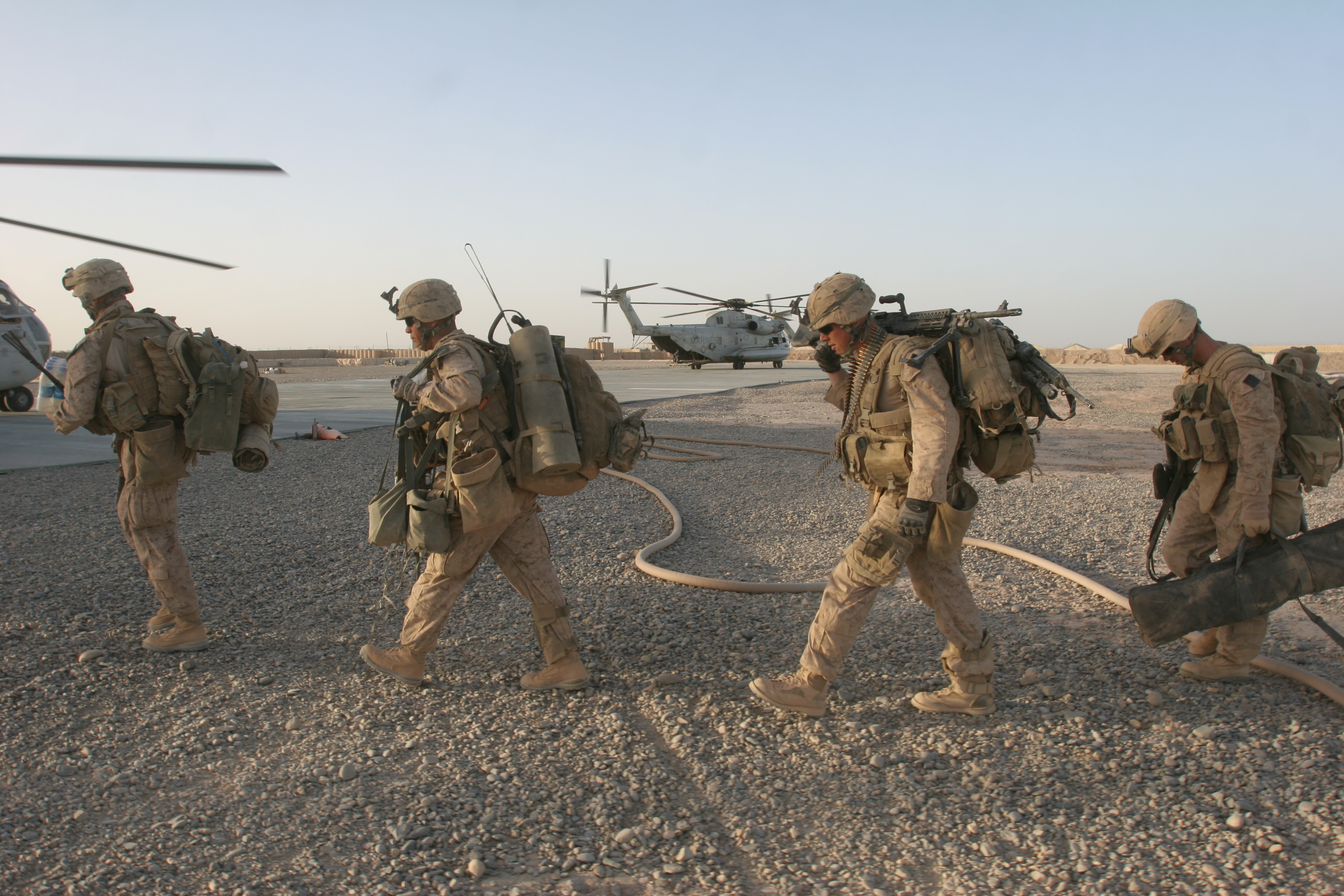
Marines del 2.º Batallón, 8.º Regimiento se preparan para abordar un CH-53.
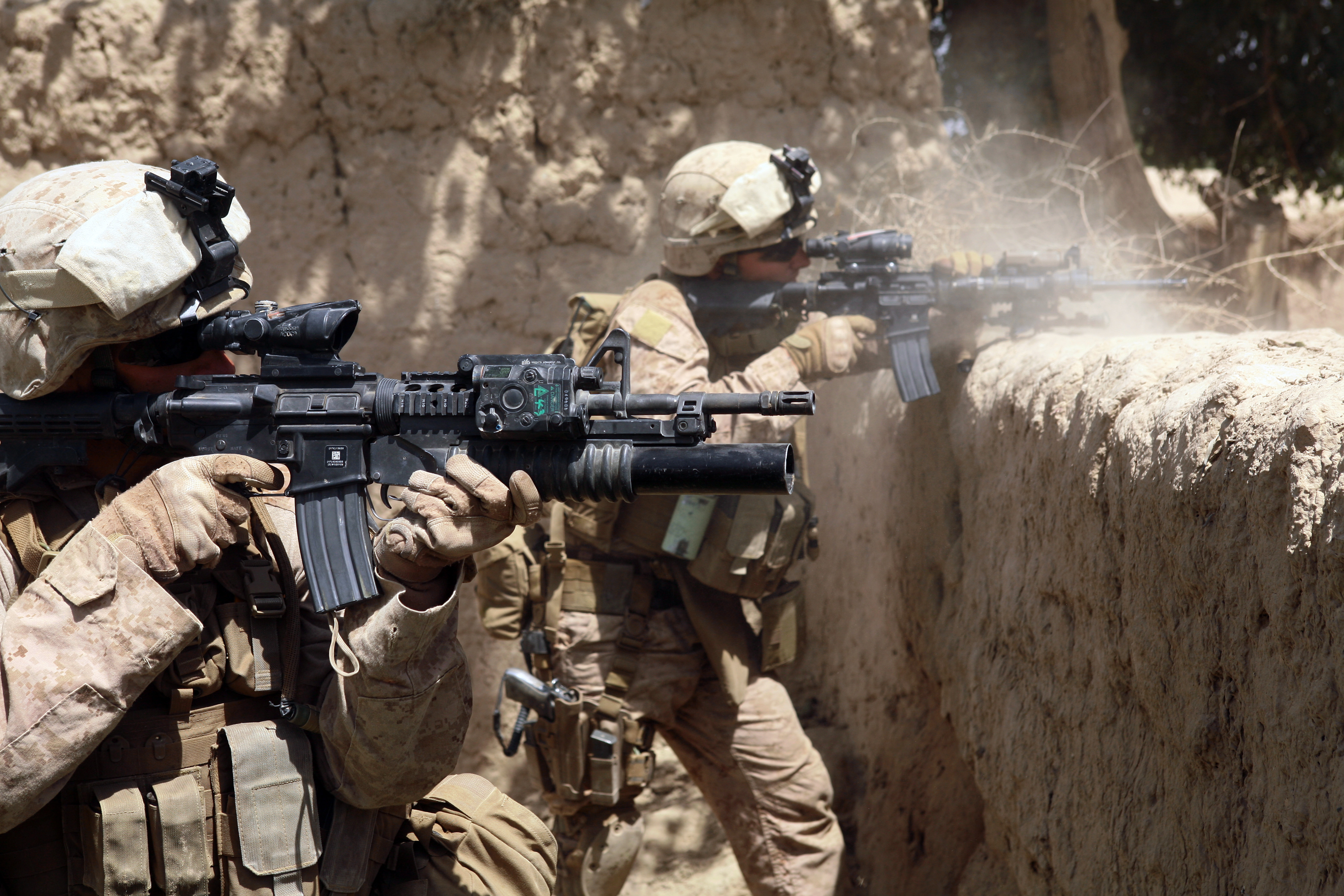
Marines del 2.º Batallón disparando contra una posición enemiga en Garmsir (3 de julio de 2009).